# Christoph Butel
Christoph Butel (ur. 1571, zm. 1611) – niemiecki logik, pastor w Szczecinie i superintendent w Lubece, autor pism logicznych. Działał w Pedagogium Szczecińskim. Wraz z Friedrichem Faberem napisał "Logica ex Organo Aristotelis Compendiose Conscripta".

## Dzieła
- Theses logicae de praedicabilibus, wyd. 1599.
- Disputatio III., de primis internis corporum naturalium principiis, wyd. 1600.
- Disputatio IV., de natura, wyd. 1600.
- Disputatio VII., de infinito, wyd. 1600.
- Disputatio IX., de tempore, wyd. 1600. Wydanie 1602 wraz z Adamem Willichem.
- Disputationum logicarum quae exercendi ingenii verique cognoscendi causa iuventuti illustris paedagogii Stettinensis publice proponuntur prima, de natura logicae, wyd. 1600.
- Logō kai peira. Logica ex Organo Aristotelis compendiose conscripta, wyd. 1600.
- Pro Christianae concordiae formula disputatio V., de discrimine legis et evangelii, wyd. 1600.
- Quaesita philosophica..., wyd. 1602.
- De natura logicae themata, wyd. 1602.
- De summu bono politico, wyd. 1602, wraz z Filipem Jentzcoviusem.
- De elementis, wyd. 1602, wraz z Davisem Praetoriusem.
- De amicitia, wyd. 1603, wraz z Faustynem Ubeschem.
- De temperantia, wyd. 1603, wraz z Jacobem Faberem.
- De virtutibus intellectualibus, wyd. 1603, wraz z Casparem Praetoriusem (tom 13: Disputationum Philosophiae Moralis Quae ... Iuventuti Studiosae Illustris Paedagogii Stetinensis...)
- De iustitia et iure, wyd. 1604, wraz z Adamem Willichem (tom 12: Disputationum Philosophiae Moralis Quae ... Iuventuti Studiosae Illustris Paedagogii Stetinensis...)
- De vacuo..., wyd. 1604.
- De natura philosophiae practicae..., wyd. 1605.
- Meteorologia..., wyd. 1605.
- Psychologia: Seu De anima..., wyd. 1605.